# San José de Guanipa (Venezuela)
Pour les articles homonymes, voir San José de Guanipa et Guanipa.
San José de Guanipa est une ville du Venezuela, chef-lieu de la municipalité de San José de Guanipa dans l'État d'Anzoátegui.

## Histoire
La ville est fondée le 14 novembre 1910.

## Sources
- (es) Cet article est partiellement ou en totalité issu de l’article de Wikipédia en espagnol intitulé « San José de Guanipa » (voir la liste des auteurs).